# Passatge Camil Antonietti
El Passatge Camil Antonietti és una obra de Mura (Bages) protegida com a Bé Cultural d'Interès Local.

## Descripció
El passatge Camil Antonietti comença a la cruïlla amb els carrers Faixó i Roquetes i arriba fins a la cruïlla amb el carrer Montserrat, que és la continuació del passatge. És un dels carrers antics del nucli, probablement configurat a l'Edat Mitjana, però principalment construït al principis del segle xvii, tal com mostren les dates gravades a les cases.
És un carrer característic de Mura, les cases es desenvolupen a banda i banda de carrer i es comuniquen per mitjà d'arcs. Al passatge hi ha tres cases del mateix tipus. Són cases de pedra, de planta baixa, pis i golfes amb eixida oberta a la banda de ponent on hi ha els horts i el riu. La porta principal és d'arc escarser adovellat amb data gravada i les finestres tenen llinda de pedra
Els elements més destacables d'aquestes cases són: -nº 4: Porta d'arc escarser adovellada amb la data 1640 i una inscripció d'una creu i un càntir a sota; finestra amb la data 1709. L'arc de l'eixida que travessa el carrer arrenca al costat de la porta, sobre una finestra. -nº 6: Porta d'arc escarser adovellada amb la data 1640 a la dovella central. L'arc de l'eixida que travessa el carrer arrenca de la porta. Per la banda del carrer Roquetes, exteriorment resta el perfil circular d'una antiga tina. -nº 7: Cal Patrici Lluc. Presenta un trull d'oli a la banda d'hort, visible des del passatge.
(Text procedent del mapa de patrimoni cultural de la Diputació de Barcelona)

## Història
Aquest passatge probablement formaria part de la sagrera construïda al voltant de l'església de Sant Martí, o més probablement es tractaria de la zona d'eixample del nucli. L'establiment medieval de la zona de Mura s'organitzà a l'entorn del castell i de la parròquia, citada documentalment al 955, on la riera de Nespres rebia el nom de riera de Sant Martí.
(Text procedent del mapa de patrimoni cultural de la Diputació de Barcelona)